# واسیل گوسپودینوف
واسیل گوسپودینوف (انگلیسی: Vasil Gospodinov؛ زادهٔ ۵ نوامبر ۱۹۹۳) وزنه‌بردار اهل بلغارستان است.
وی در مسابقات کشوری و بین‌المللی در مجموع برندهٔ ۱ مدال نقره، ۱ مدال برنز شده‌است.